# Старое Комино
Старое Комино (мар. Кресола) — деревня в Медведевском районе Республики Марий Эл России. Входит в состав Кузнецовского сельского поселения.

## География
Деревня находится в центральной части республики в зоне хвойно-широколиственных лесов, к востоку от реки Малая Кокшага, на расстоянии примерно 13 километров (по прямой) к северо-востоку от Медведева, административного центра района. Абсолютная высота — 104 метра над уровнем моря.

### Климат
Климат характеризуется как континентальный, с продолжительной холодной зимой и коротким жарким летом. Среднегодовая температура воздуха — 2,6 °С. Средняя температура воздуха самого тёплого месяца (июля) — 18,2 °C (абсолютный максимум — 38 °C); самого холодного (января) — −13,7 °C (абсолютный минимум — −47 °C). Безморозный период длится около 131 дня. Среднегодовое количество атмосферных осадков составляет 491 мм, из которых около 70 % выпадает в тёплый период.

### Часовой пояс
Деревня Старое Комино, как и вся Марий Эл, находится в часовой зоне МСК (московское время). Смещение применяемого времени относительно UTC составляет +3:00.

## Население
| 2010 | 2011 | 2012 | 2013 | 2015 | 2016 | 2018 |
| ---- | ---- | ---- | ---- | ---- | ---- | ---- |
| 231  | ↗254 | ↘251 | ↗252 | →252 | ↗255 | ↗258 |
| 2019 | 2021 |      |      |      |      |      |
| →258 | →258 |      |      |      |      |      |

### Национальный состав
Согласно результатам переписи 2002 года, в национальной структуре населения луговые марийцы составляли 91 % из 257 чел.

### Известные уроженцы
- Страусова Анастасия Гавриловна (1905—1982) — заслуженная артистка РСФСР, народная артистка Марийской АССР[16].